# The Green Hornet (Film)
The Green Hornet ist eine US-amerikanische Actionkomödie aus dem Jahr 2011 von Regisseur Michel Gondry mit Seth Rogen in der Hauptrolle. Der Film basiert auf dem aus Radio- und Fernsehproduktionen bekannten, gleichnamigen Superhelden.

## Handlung
Britt Reid ist der einzige Sohn des in L.A. allseits respektierten Verlegers James Reid, der unter anderem die für ihren unabhängigen Journalismus bekannte Tageszeitung Daily Sentinel herausgibt. In krassem Gegensatz zu seinem Vater ist Britt vollauf damit zufrieden, die örtliche Party-Szene aufzumischen und auch weiterhin ein planloses Leben zu führen. Doch als sein reicher Vater plötzlich an einer allergischen Reaktion auf einen Mückenstich stirbt und Britt sein Erbe antritt, ändert sich alles.
Britt geht eine ungewöhnliche Freundschaft mit Kato, einem ehemaligen Angestellten seines Vaters, der über geniale Fähigkeiten verfügt, ein. Gemeinsam sehen sie ihre Chance gekommen, zum ersten Mal in ihrem Leben etwas Sinnvolles zu tun: Verbrechen bekämpfen. Doch um das tun zu können, beschließen sie, selbst zu Verbrechern zu werden. Sie schützen das Gesetz, indem sie es brechen.
Als The Green Hornet streift Britt gemeinsam mit Kato nachts durch die Straßen von Los Angeles. Dank seiner genialen Einfälle und Fähigkeiten konstruiert Kato die ultimative, technisch allem bisher Dagewesenen überlegene Retro-Waffe: Black Beauty, ein unzerstörbares Auto, das über genauso viel PS wie Feuerkraft verfügt. The Green Hornet und Kato sorgen schnell für einiges Aufsehen mit ihrer Festung auf Rädern – wofür nicht zuletzt Britt selbst mithilfe seiner Zeitung sorgt, die jeden Tag Neues über The Green Hornet schreibt.
Dies ruft Staatsanwalt Scanlon auf den Plan, der die Berichte über Verbrechen gar nicht gerne sieht. Er versucht, Britt zu bestechen, was dieser aber entrüstet ablehnt. Unterdessen hat das Green-Hornet-Team aber interne Probleme: Britt und Kato wollen beide mit Britts neuer Sekretärin Lenore Case ausgehen, und es kommt zu einer Prügelei, in deren Verlauf Britt Kato anschreit, er solle sich nie wieder blicken lassen. Kato verlässt Britts Anwesen und kehrt auch in den folgenden Tagen nicht zurück. Stattdessen erhält Britt einen Anruf von Staatsanwalt Scanlon, der sich mit ihm in einer Bar treffen will.
Britt stimmt dem Treffen zu, weiß aber nicht, dass gleichzeitig der Unterweltboss Benjamin Chudnofsky Kato engagiert hat, um Britt zu liquidieren. Beim Treffen in der Bar eröffnet Scanlon Britt, dass das ganze eine Falle sei, doch Kato richtet seine Waffe nicht auf Britt, sondern auf Scanlon. Außerdem hat Britt sein Gespräch mit Scanlon, bei dem dieser Betrug, Bestechung und Kollaboration mit Chudnofsky zugegeben hat, aufgenommen. Britt und Kato fliehen in Black Beauty vor Chudnofsky und seinen Schlägern, um die Aufnahme zum Verlagsgebäude zu bringen, und verraten den Verbrechern so, dass Britt The Green Hornet ist.
Im Gebäude kommt es zum Kampf zwischen Green Hornet und Scanlon, sie stürzen mitsamt dem Auto aus dem obersten Stockwerk, und dieses erdrückt Scanlon beim Aufprall. Green Hornet und Kato bringen sich mithilfe von Schleudersitzen aus der Gefahrenzone. Sie verstecken sich bei Lenore und verraten ihr, dass sie The Green Hornet sind. Lenore ist zwar vom Besuch und der Enthüllung wenig begeistert, will den beiden aber helfen. Da Britt eine Kugel in die Schulter bekommen hat, wäre er als Green Hornet identifizierbar – deshalb veranstalten Britt und Lenore eine Pressekonferenz, in deren Verlauf Kato in Black Beauty angefahren kommt und Britt scheinbar anschießt. So bleibt Britts Tarnung erhalten.

## Synchronisation
Die deutschsprachige Synchronisation erfolgte durch die Interopa Film nach einem Dialogbuch von Klaus Bickert unter der Dialogregie von Joachim Tennstedt.
| Rolle               | Schauspieler       | Deutsche Synchronstimme |
| ------------------- | ------------------ | ----------------------- |
| Britt Reid          | Seth Rogen         | Tobias Kluckert         |
| Kato                | Jay Chou           | Yung Ngo                |
| Lenore Case         | Cameron Diaz       | Katrin Fröhlich         |
| James Reid          | Tom Wilkinson      | Werner Ziebig           |
| Benjamin Chudnofsky | Christoph Waltz    | Christoph Waltz         |
| Popeye              | Jamie Harris       | Claudio Maniscalco      |
| Scanlon             | David Harbour      | Peter Flechtner         |
| Axford              | Edward James Olmos | Uli Krohm               |
| Tupper              | Edward Furlong     | Stefan Krause           |
| Danny Clear         | James Franco       | Marcel Collé            |

## Hintergrund

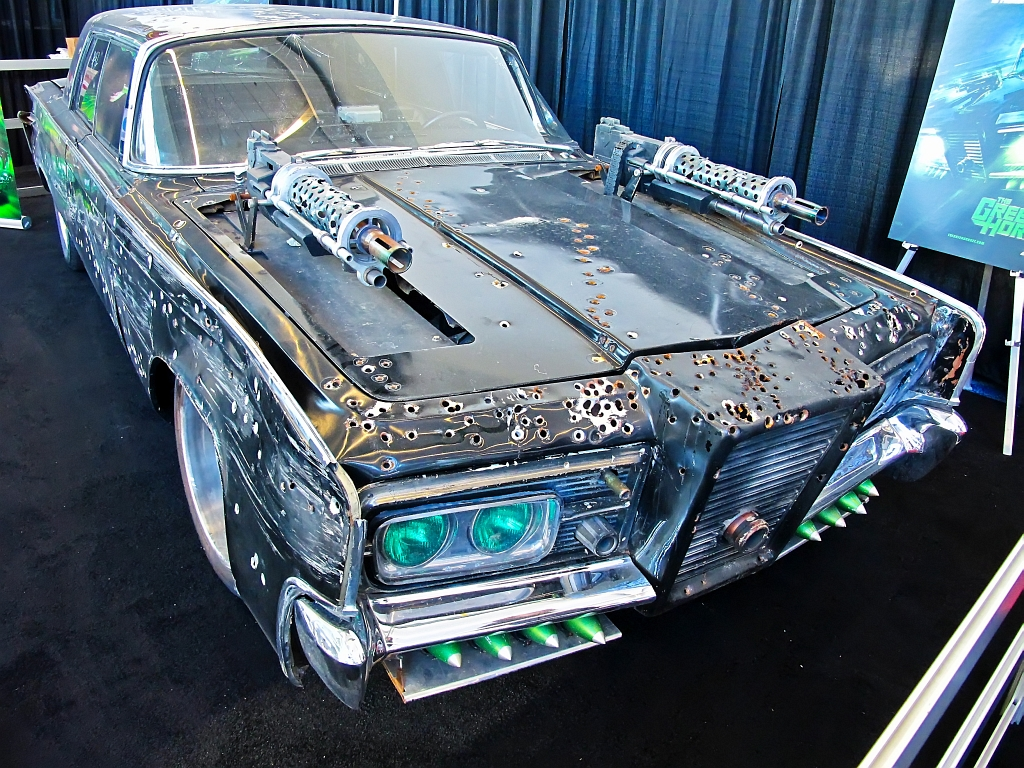
Das Auto von Green Hornet, ein Chrysler Imperial

- Eine der Zeichnungen in Katos Notizbuch stellt Bruce Lee dar, der 1966 die Rolle des Kato in der Fernsehserie spielte.
- 2009 übernahm Michel Gondry die Regie,[5] nachdem zuvor Stephen Chow, der auch für die Rolle des Kato vorgesehen war, wegen Differenzen mit Sony Pictures die Produktion verlassen hatte.
- Kinostart in Deutschland war am 13. Januar 2011, in den USA am 14. Januar 2011. Der Film erschien sowohl in 2D als auch in einer 3D-Fassung.
- Die Produktionskosten des Films wurden auf 120 Millionen US-Dollar geschätzt. Der Film spielte in den Kinos weltweit rund 228 Millionen US-Dollar ein, davon rund 99 Millionen US-Dollar in den USA und 10,8 Millionen US-Dollar in Deutschland.[6]

## Kritiken
„Von den dreißiger bis in die fünfziger Jahre kämpfte ‚Die grüne Hornisse‘ noch im Radio, und zwar gegen Mobster, dann gegen Nazis und schließlich gegen die Kommunisten. Heute ist ihr wichtigster Feind seltsamerweise noch immer ein Russe. […] Dann der Chauffeur und Sidekick des Helden: Kato (Jay Chou). Im Original stammte der am Tag nach Pearl Harbor plötzlich nicht mehr aus Japan. Heute ist Kato selbstverständlich Chinese. […] Schließlich der Held selbst: […] Nichts an ihm ist super, außer vielleicht sein Haus und seine Autos, die er aber selbst nicht fahren kann. […] ‚The Green Hornet‘ ist folglich eine Geschichte über Dekadenz und Verfall. […] Es ist daher bezeichnend, dass der tumbe ‚Held‘ im Film nur einmal wirklich verzweifelt ist: Als ihm sein Kaffee mit Schäumchen fehlt. Einen so bösen Film über Amerika konnte nur ein Franzose machen.“

„‚The Green Hornet‘ zerbröselt vor den Augen der Zuschauer in seine disparaten Teile, die zuvor gleich einer Wrackrekonstruktion notdürftig im Schneideraum zusammengefügt wurden. […] Kurzum, es ist ein recht vertrauter Plot, was für eine gelungene Superheldenfabel aber keineswegs hinderlich sein muss. Allein die Erzählung ist hier nicht nur müßig, sondern auch unnötig mühselig. […] Das Einzige, was somit wirklich Fahrt aufnimmt, ist der getunte Chrysler Imperial von Reid und Kato. Offensichtlich hatten die Verantwortlichen mehr Vertrauen in die darstellerischen Qualitäten der Maschine als in ihre Schauspieler, jedenfalls verschwendet der Film einen Großteil seiner Zeit für libidinöse Detailaufnahmen des hochpolierten Fahrzeugs. […] Spannend ist eigentlich nur die Frage, warum Seth Rogen die Rolle des unreifen Helden Britt Reid nicht besser interpretieren konnte. […] Beliebig bleibt auch die Regie Michel Gondrys, der keine eindeutige Bildsprache für das angestaubte Abenteuer findet. Ein bisschen Retro-Chic hier, ein paar willkürliche Explosionen dort – von der zwingenden Gestaltungslust des Cliprevolutionärs Gondry fehlt jede Spur.“

„Wenn wir allerdings jetzt schreiben, dass ‚The Green Hornet‘ der lustigste, ironischste und optisch ansprechendste aller Superhelden-Filme ist, wer wird uns das nach so vielen leichtfertig an die Bat-, X-, Iron- oder Was-auch-immer-Men verschleuderten Superlativen noch glauben? […] Das ist es, was wir mit ‚lustig‘ meinen: ‚The Green Hornet‘ lässt aus den Verspannungszonen des herkömmlichen Superhelden-Films die Luft raus. Motivation des Helden? Ödipus-Komplex, Gerechtigkeitssinn, Kindheitstrauma? Alles Fehlanzeige. Stattdessen schlicht: Langeweile. […] ‚The Green Hornet‘ rettet das Superhelden-Genre nicht durch vermehrtes inhaltliches Gewicht, sondern durch dessen Reduktion. Hervor tritt der kindliche Kern dieser Fantasien: der Spaß an Geschwindigkeit, an Kraft, an Verantwortungslosigkeit. Die ganze moralische Einhegung der Superhelden-Geschichten wird mit Freuden niedergetrampelt und als pädagogischer Krampf bloßgestellt. Natürlich ist ‚The Green Hornet‘ Kinderkram, aber ein eigentümlicher unschuldiger und überaus charmanter.“

„Wenn nach ‚The Green Hornet‘ der Abspann läuft, hat man genug. Genug vom schreienden Seth Rogen, genug von Explosionen, genug von Verfolgungsjagden, genug von unmotiviertem Umhergerenne, ja sogar genug vom Lächeln der Cameron Diaz. […] Die Geschmäcker sind bekanntlich verschieden, aber das permanente Gebrüll eines in der Pubertät hängengebliebenen verwöhnten reichen Sohnes eines Zeitungstycoons kann einem nach spätestens fünf Minuten unfassbar auf die Nerven gehen. […] Größtes Problem von ‚The Green Hornet‘ ist – neben Rogen – die Geschichte, die nichts weiter hergibt, als einen Typen, der zu viel Zeit, Geld und das öde klischeehafte Problem mit einem übermächtigen Vater hat. Zu guter Letzt die 3D-Frage: Dass ‚The Green Hornet‘ in der dritten Dimension angepriesen wird, ist der Gipfel der Überflüssigkeit. Keine einzige Szene rechtfertigt den Aufpreis.“

„In Gondrys letztem Spielfilm, ‚Abgedreht‘, drehten die Besitzer einer Videothek, deren Tapes gelöscht wurden, die geliebten Blockbuster kurzerhand mit einfachen Haushaltsmitteln in Hinterhofästhetik nach: ‚Geschwedete Filme‘ nannte sich das. […] ‚The Green Hornet‘ ist ein tricktechnisch makellos durchgestyler 3-D-Blockbuster in entsprechender Attraktionsästhetik, in der nichts mehr an Gondrys Filzstiftwelt zwischen selbstbemalten Kassettencovern und aneinandergeklebten Klorollen erinnert. […] Die Actionszenen, gerade im fulminanten Showdown zwischen dem etwas obskuren Mafiaboss Chudnofsky (Christoph Waltz) und dem Heldenduo, ergeben sich freudig ihrer eigenen Awesomeness, dass es nur so eine Art hat. Zu Recht: Das ist cool und mitreißend, Unterhaltungskino der besten Sorte – hoffentlich demnächst auch in geschwedeter Variante.“